# Oreodytes sanmarkii
Oreodytes sanmarkii är en skalbaggsart som först beskrevs av C. R. Sahlberg 1826.  Oreodytes sanmarkii ingår i släktet Oreodytes och familjen dykare. Arten är reproducerande i Sverige.

## Underarter
Arten delas in i följande underarter:
- O. s. sanmarkii
- O. s. alienus

## Bildgalleri

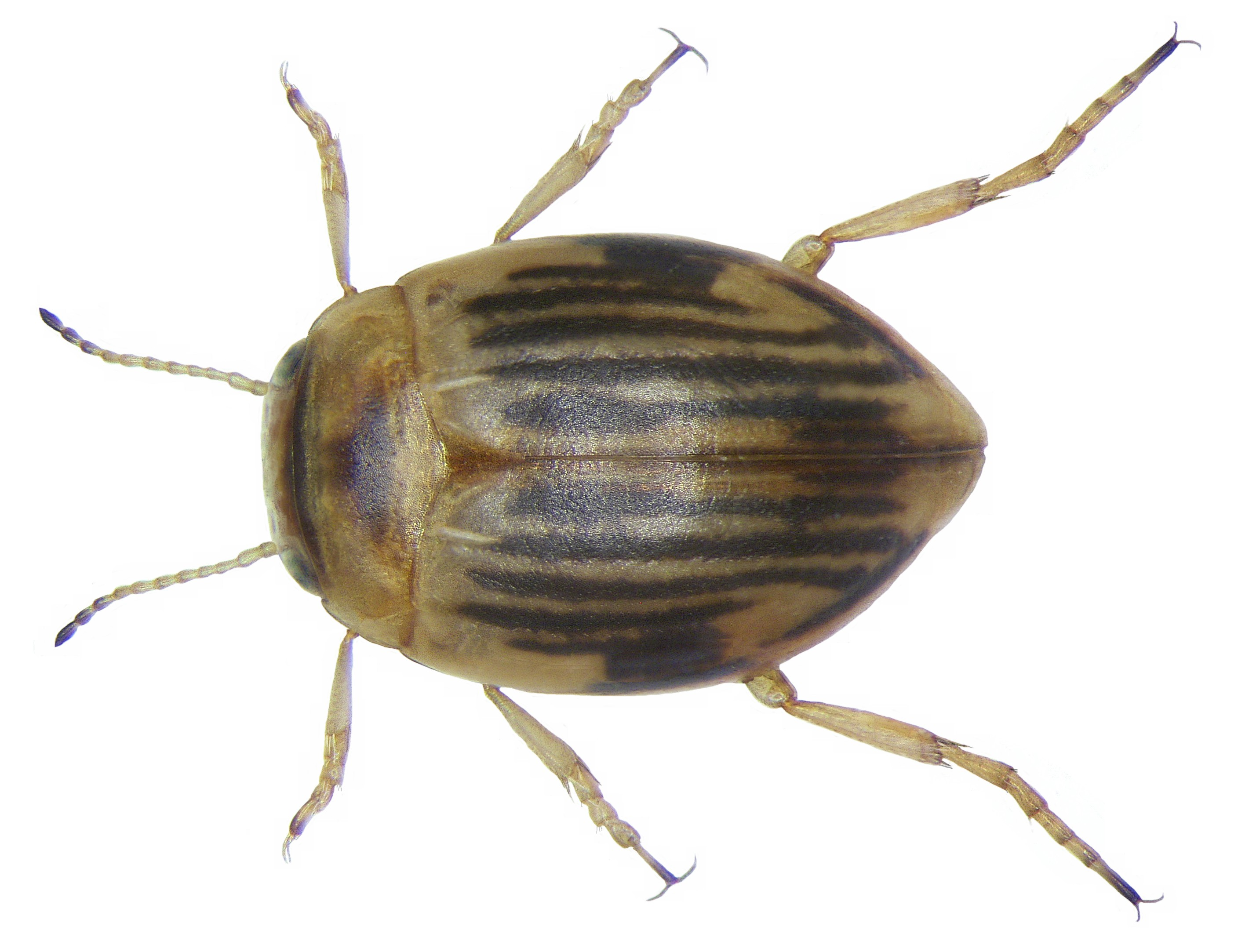
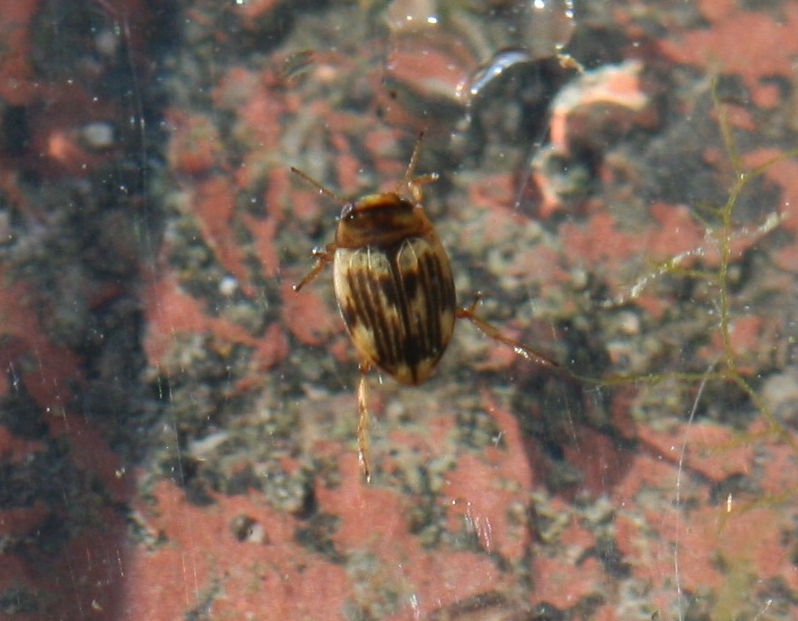